# Mario's Tennis
Mario's Tennis è un videogioco sportivo del 1995 pubblicato da Nintendo per Virtual Boy. Il gioco è uno dei titoli di lancio della console Nintendo ed era incluso in bundle nella versione commercializzata in America settentrionale
È il primo videogioco di tennis ad includere Mario. L'anno successivo venne pubblicato Mario Tennis per Nintendo 64.

## Modalità di gioco

Schermata del gioco

Il gioco prevede due distinte modalità, singolo e doppio, rispettivamente con sei livelli di difficoltà: facile, normale, difficile, facile speciale, normale speciale e infine difficile speciale a difficoltà crescente.
Prima dell'uscita del gioco fu anche annunciata una modalità a due giocatori, ma che poi non fu mai implementata, dal momento che il Virtual Boy non supportava questa funzione.
Le partite possono essere impostate a uno o a tre set ed è disponibile la possibilità di affrontare un torneo contro tutti gli altri personaggi gestiti dalla CPU, al termine del quale, dopo i titoli di coda, sarà rivelato il codice per accedere ai livelli di difficoltà speciali.
Pur essendo ambientato nell'universo di Mario questo gioco rispetta le regole fondamentali del tennis senza power-up o colpi speciali. Il pulsante A permette di effettuare un colpo corto mentre si usa B per un colpo lungo, se la palla è sufficientemente alta con A si effettuerà invece una schiacciata. La croce direzionale è usata sia per il movimento sia per indirizzare il colpo.

## Personaggi
I personaggi giocabili sono sette e provengono tutti dalla serie di Mario, sono:
1. Mario
2. Luigi
3. Koopa
4. Toad
5. Peach
6. Donkey Kong Jr.
7. Yoshi

Tutti differiscono per la velocità, la potenza e per il raggio entro il quale possono sferrare il colpo.